# Pannotia

Reconstitution hypothétique de la Pannotia centrée sur le pôle sud (545 Ma), d'après Dalziel

La Pannotia ou Pannotie est un ancien supercontinent qui aurait existé à la fin du Précambrien, de -600 à -540 millions d'années (Ma) environ et au début du Cambrien. Les méga-plaques lithosphériques de Laurentia, Baltica, Sibéria et la grosse masse de Gondwana en seraient les fragments. Ce supercontinent hypothétique s'intègre dans le modèle des cycles de Wilson qui expliqueraient la périodicité des épisodes de formation des chaînes de montagnes, les orogenèses. Ces cycles traduisent le perpétuel remaniement de la surface terrestre qui provoque la perte d'éléments géologiques témoins, aussi est-il difficile de reconstituer ces changements en remontant le temps : seul le dernier supercontinent formé, la Pangée, est bien documenté, la reconstitution des autres supercontinents restant hypothétique.
La faune marine de l'Édiacarien, vieille de 600 Ma, serait une preuve de l'existence de ce supercontinent. On a retrouvé des fossiles de cette faune dans des régions actuellement très éloignées les unes des autres (Australie, Namibie, etc.). Ces animaux ne pouvaient pas parcourir de grandes distances, ils devaient vivre sur les marges continentales d'un seul continent.
Ce supercontinent s'est formé à la suite de plusieurs collisions, lors de l'orogenèse panafricaine dont l'orogenèse brésilienne en Amérique du Sud et l'orogenèse cadomienne en Amérique du Nord et en Europe de l'Ouest sont une phase locale. Les fragments issus de Pannotia forment plus tard la Pangée.